# Cephalodella oxydactyla
Cephalodella oxydactyla är en hjuldjursart som beskrevs av Wulfert 1937. Cephalodella oxydactyla ingår i släktet Cephalodella och familjen Notommatidae. Inga underarter finns listade i Catalogue of Life.